# Иваново-Вознесенский уезд
Иваново-Вознесенский уезд — административно-территориальная единица Иваново-Вознесенской губернии, существовавшая в 1921—1929 годах.
Иваново-Вознесенский уезд был образован в 1921 году из частей Шуйского, Середского и Тейковского уездов. Первоначально в нём было 12 волостей: Авдотьинская, Березниковская, Дмитриевская, Елюнинская, Златоустовская, Ивановская, Кохомская, Кочневская, Михалёвская, Писцовская, Семёново-Сарская и Сорохтская.
22 марта 1922 года была образована Калачевская волость и упразднены Дмитриевская, Елюнинская, Ивановская, Семёново-Сарская волости. 13 января 1923 года упразднена Златоустовская волость.
В 1924 году было произведено укрупнение волостей, и их осталось 5: Березниковская, Ивановская, Кохомская, Писцовская и Сорохтская.
В 1929 году Иваново-Вознесенский уезд, как и все остальные уезды Иваново-Вознесенской губернии, был упразднён. Его территория отошла к Шуйскому округу.